# Джеты-Огуз
Джеты́-Огу́з (Джеты-Огузское ущелье) или Ска́лы семи́ воло́в (кирг. Жети-Өгүз) — живописное горное ущелье в Кыргызстане в 28 км на запад от города Каракол (бывший Пржевальск) по южному берегу Иссык-Куля.

## Описание
Ущелье Джеты-Огуз (в переводе с киргизского — «семь волов») расположено в пойме одноименной реки на северном склоне хребта Терскей Ала-Тоо, с юга огибающего озеро Иссык-Куль, в 25 км юго-западнее Каракола. Протяженность ущелья — 37 км. Оно покрыто пышной растительностью и получило такое необычное название от монументальной гряды красных скал «Семь волов». Скалы изображены на советских почтовых марках выпущенных в 1968 году. В ущелье на высоте 2200 м вблизи гряды расположен курорт Джеты-Огуз, известный своими лечебными геотермальными источниками. Ещё одной примечательной скалой является знаменитое Разбитое Сердце, место настоящего паломничества влюбленных.

## Галерея

Почтовая марка СССР, 1968 год
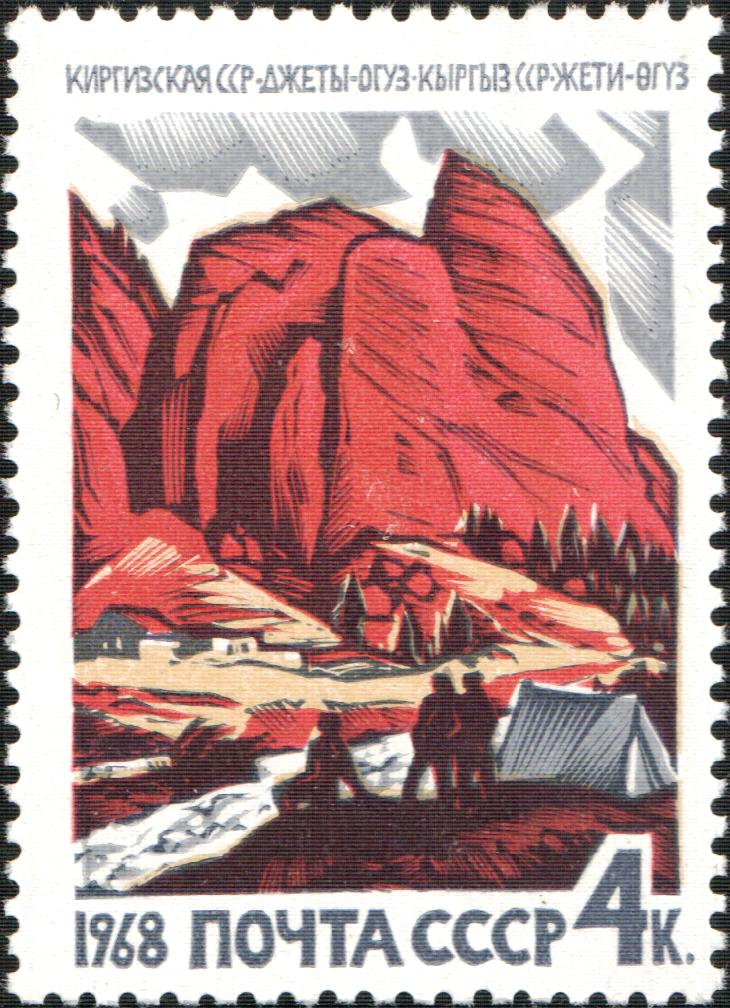
Почтовая марка СССР, 1968 год
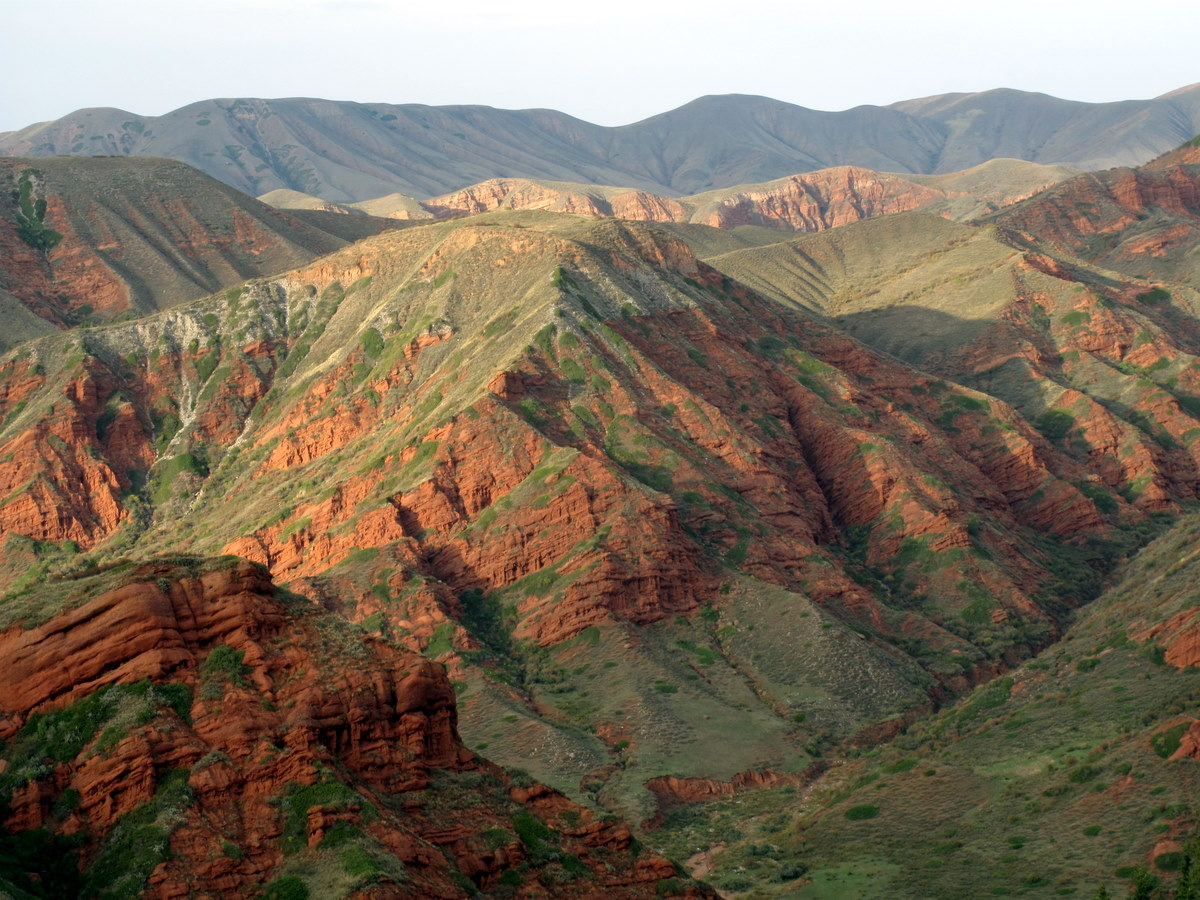
Красные скалы
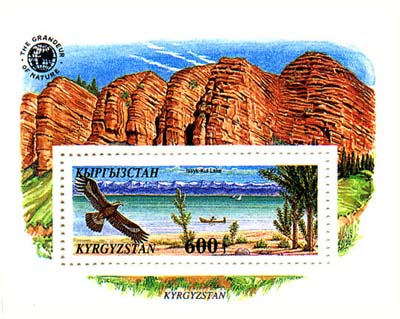
Джеты-Огуз на марке Кыргызстана, 1995